# 어게인스트 더 다크
어게인스트 더 다크(Against The Dark)는 미국에서 제작된 리처드 크루도 감독의 2009년 액션, 스릴러, 공포 영화이다. 스티븐 시걸 등이 주연으로 출연하였고 필립 B. 골드핀 등이 제작에 참여하였다.

## 출연

### 주연
- 스티븐 시걸
- 린든 애쉬비

### 조연
- 제니 해리슨
- 대니 미드윈터
- 엠마 카서우드
- 다니엘 퍼시벌
- 스카이 베넷
- 타노아이 리드
- 키스 데이빗
- 제프 체이스
- 조엘 쇽크

## 제작진
- 공동제작: 토르 녹스
- 공동제작: 빈 당
- 라인프로듀서: 벤자민 삭스
- 미술: 서반 포럽카
- 세트: 지나 스탠쿠
- 의상: 애너 마리아 쿠쿠
- 배역: 제프 제라드